# Опасна възраст
„Опасна възраст“ (на английски: She's Too Young) е американска тв драма от 2004 г. на режисьора Том Маклаклин. В главните роли са Марша Гей Хардън, Алексис Дазийна, Майк Ъруин, Мириам Макдоналд и Меган Парк. Филмът е създаден със съдействието на „Националната американска кампания за превенция на раннатата бременност при тийнейджърите в САЩ“, „Сдружението на момичетата“ и „Анонимните родители“.

## Сюжет
Главната героиня Хана (в ролята Алексис Дазийна) е на 14 години. Животът на тийнейджърите около нея преминава в шумни и развратни секс партита, оргии, огромни количества алкохол и опасни интереси. Хана е отлична ученичка, красива и много умна, а в свободното си време обожава да свири на виолончело, но тя не е готова за това, което я очаква. Идва моментът, в който примерната тийнейджърка решава да излезе на среща с момче. Влюбва се в най-известния любовник в училището, през чието легло са минали огромен брой девойки. И така Хана се разболява от сифилис. Ще могат ли майка и дъщеря да се справят със скандала и здравословните последици след една грешна стъпка…